# Fraunhofer-Institut für System- und Innovationsforschung
Das Fraunhofer-Institut für System- und Innovationsforschung (Fraunhofer ISI) ist eine Einrichtung der Fraunhofer-Gesellschaft. Das Institut hat Standorte in Karlsruhe, Leipzig und Heilbronn sowie eine Repräsentanz in Berlin. Das Fraunhofer ISI forscht in neun Abteilungen für die Praxis und versteht sich als unabhängiger Vordenker für Gesellschaft, Politik und Wirtschaft. Die Kompetenz im Bereich der Innovationsforschung stützt sich auf die Synergie aus technischem, wirtschafts- und sozialwissenschaftlichem Wissen. Das Fraunhofer ISI bezeichnet sich selbst als eines der in Europa führenden Institute der Innovationsforschung.

## Geschichte
Anfang 1972 empfahl der Innovationsforscher Helmar Krupp der bis dato naturwissenschaftlich-technisch orientierten Fraunhofer-Gesellschaft, ein neues Institut zu gründen, um Folgen und Potenziale von Technologien und Innovationen zu erforschen. Diese Empfehlung wurde am 1. April 1972 mit der Gründung des Fraunhofer-Instituts für Systemtechnik und Innovationsforschung ISI in Karlsruhe umgesetzt – Gründungsdirektor war Helmar Krupp. Ab 1990 übernahm Frieder Meyer-Krahmer die Leitung. Unter seiner Leitung wurde das Institut zu einem der international führenden Innovationsforschungsinstitute. Da „Systemtechnik“ ein nicht mehr angemessener Titel für das gewachsene Institut mit mittlerweile weit mehr als 100 Mitarbeitenden war, wurde dieses 2004 in Fraunhofer-Institut für System- und Innovationsforschung ISI umbenannt.
Seit April 2007 wird das Fraunhofer ISI von Marion Weissenberger-Eibl geleitet, unter ihrer Führung wurde die Zukunftsforschung eine Kernkompetenz. 2007 erfolgte auch die Umstrukturierung der einzelnen Abteilungen in Competence Center mit konzentrierten Geschäftsfeldern. Die Themen Energiewende sowie neue Mobilitäts- und Transportkonzepte ließen das Fraunhofer ISI weiter wachsen. Mittlerweile forscht das Fraunhofer ISI in neun Abteilungen mit insgesamt 34 Geschäftsfeldern und Gruppen.
Am 1. Oktober 2018 hat das Fraunhofer ISI sein Managementteam mit der Berufung von Jakob Edler erweitert. Als Professor für Innovationspolitik und -strategie hat er in den vergangenen Jahren das Manchester Institute of Innovation Research geleitet. Edler bringt mit seiner bisherigen Forschung die neuen Schwerpunkte Internationale Politikforschung und Initiativen für neue Innovationsforschung an das Fraunhofer ISI.
Seit dem 1. Januar 2025 verfügt das Fraunhofer ISI neben seinem Hauptstandort in Karlsruhe zudem über einen weiteren Institutsstandort in Leipzig. Im Zuge von strukturellen Anpassungen der Fraunhofer-Gesellschaft wurden zwei Abteilungen des Fraunhofer-Zentrums für Internationales Management und Wissensökonomie (kurz Fraunhofer IMW) in das Fraunhofer ISI integriert, wodurch sich die Zahl der Abteilungen von sieben auf neun erhöhte. Darüber hinaus hat das Institut mit dem Fraunhofer Innovations- und -Forschungszentrum (FIZ) „Innovation & Foresight“ einen weiteren Standort in Heilbronn, wo die Fraunhofer-Gesellschaft ihre Aktivitäten mithilfe der Förderung der Dieter Schwarz Stiftung deutlich ausbaute.

## Forschungsschwerpunkte
Das Fraunhofer ISI erforscht in neun Abteilungen – früher als Competence Center bezeichnet – die Entstehungsbedingungen, Anwendungsmöglichkeiten, Chancen und Risiken sowie die Märkte für innovative technische Entwicklungen. Ein besonderes Augenmerk liegt darauf, deren Auswirkungen auf Wirtschaft, Staat und Gesellschaft zu untersuchen sowie Entscheidungsgrundlagen für Wissenschaft, Unternehmen und Politik zu liefern.

### Energiepolitik und Energiemärkte
Die Abteilung Energiepolitik und Energiemärkte forscht an der Umsetzung eines politischen und institutionellen Rahmens eines nachhaltigen Energiesystems. Mit dem Fortschreiten von Erneuerbaren Energien und Klimaschutztechnologien bewertet diese Abteilung energie- und klimapolitische Maßnahmen, Strategien und Instrumente, um Entscheidungsträgern ein besseres Bild des zukünftigen Energiemarktes zu geben. Die Geschäftsfelder sind Erneuerbare Energien, Energiepolitik, Klimapolitik, Strommärkte und -infrastrukturen sowie Akteure und Akzeptanz in der Transformation des Energiesystems.

### Energietechnologien und Energiesysteme
Die Abteilung Energietechnologien und Energiesystem untersucht neue Technologien, die für ein nachhaltiges Energiesystem eingesetzt werden können. Der effiziente und sinnvolle Umgang mit Energie sowie die Analyse der Auswirkungen auf Wirtschaft und Gesellschaft sind zentrale Themen der fünf Geschäftsfelder Energieeffizienz, Energiewirtschaft, Nachfragenanalysen und -projektionen sowie Energiemanagement und Intelligente Netze.

### Foresight
Die Abteilung Foresight entwickelt mit wissenschaftlichen Methoden einen Ausblick in die Zukunft. Um Wirtschaft, Gesellschaft und die Politik zu unterstützen, forscht die Abteilung an alternativen Zukunftsszenarien, Entwicklungen langfristiger Ziele, Zukunftsstrategien und Veränderungen der Technik in den Geschäftsfeldern Foresight für Wissenschaft und Zivilgesellschaft, Foresight für Politik und Verwaltung sowie Foresight für Unternehmen und Industrieverbände.

### Innovations- und Wissensökonomie
Die Abteilung Innovations- und Wissensökonomie analysiert die Voraussetzungen für Innovationen und deren Wirkungen von der Unternehmensebene bis hin zu nationalen Innovationssystemen. Es erforscht die verschiedenen Institutionen, Instrumente und Strategien in Wirtschaft und Wissenschaft, die neues Wissen und Innovationen hervorbringen. Die Geschäftsfelder der Abteilung heißen Industrieller Wandel und neue Geschäftsmodelle, Innovationstrends und Wissenschaftsforschung sowie Wettbewerbsfähigkeit und Innovationsmessung.

### Nachhaltigkeit und Infrastruktursysteme
Unter Berücksichtigung von ökologischen, politischen, wirtschaftlichen und sozialen Aspekten forscht die Abteilung Nachhaltigkeit und Infrastruktursysteme an Innovationen, um die Entkopplung von Wirtschaftswachstum und Umweltbelastung zu fördern. Der Fokus der Forschung geht von neuen einzelnen Produkten bis hin zu lang angelegten Entwicklungen in Industrie- und Entwicklungsländern. Die vier Geschäftsfelder der Abteilung sind Wasserwirtschaft, Nachhaltigkeitsinnovationen und Politik, Rohstoffe und Mobilität.

### Neue Technologien
Die Abteilung Neue Technologien befasst sich mit der Analyse neuer Technologien und sozio-technischer Transformationen. Untersucht wird der Wandel zwischen Technologien, Innovationen und Gesellschaft. Für die Forschung ist die Kommunikation und interdisziplinäre Betrachtungsweise entscheidend. Die Geschäftsfelder Bioökonomie und Lebenswissenschaften, Innovationen im Gesundheitssystem, Informations- und Kommunikationstechniken sowie Industrielle Technologien tragen zu den wissenschaftlichen Diskursen bei.

### Politik und Gesellschaft
Forschung und Innovation sind zunehmend gefordert, Beiträge zur Bewältigung gesellschaftlicher Herausforderungen zu leisten. Die Abteilung Politik und Gesellschaft untersucht die Anforderungen, die sich hieraus für Forschungs- und Innovationssysteme sowie für die Ausgestaltung einer auf Nachhaltigkeit und gesellschaftliches Wohlergehen verpflichteten Forschungs-, Technologie- und Innovationspolitik und deren Koordination mit anderen Politikfeldern ergeben. Dies geschieht in den Geschäftsfeldern Politik für Innovation und Transformation, Gesellschaftlicher Wandel und Innovation, Regionale Innovationsdynamik und Wissensaustausch sowie Innovation und Regulierung.

### Regionale Transformation und Innovationspolitik
Die Abteilung Regionale Transformation und Innovationspolitik analysiert, bewertet und entwickelt Instrumente zur Gestaltung regionaler Transformationsprozesse und innovationspolitischer Interventionen. Auf Basis aktueller wissenschaftlicher Methoden und Erkenntnisse unterstützt sie Kunden und Partner aus Politik, Wissenschaft, Gesellschaft und Wirtschaft bei der strategischen Planung und Gestaltung ihrer zukünftigen Kooperations-, Transfer- und Förderaktivitäten. Dadurch leistet sie einen Beitrag dazu, die Lücken zwischen Forschung und Praxis zu schließen und – von der Konzeption bis zur Umsetzung – gesellschaftliche und wirtschaftliche Herausforderungen zu lösen. Die Abteilung hat drei Gruppen: Innovationspolitik und Transferdesign, Innovative Regionen und Data Science für Innovation.

### Wissens- und Technologietransfer
Die Abteilung forscht daran, wie sich durch Innovationskraft, Wettbewerbsfähigkeit und nachhaltige Wertschöpfung der Wissens- und Technologietransfer zwischen Wissenschaft, Wirtschaft und Gesellschaft verbessern lässt. Dazu werden für Kunden Transferobjekte hinsichtlich Technologie, Markt und Finanzierungsoptionen bewertet, das Angebot und die Nachfrage nach Wissen, Technologien und Kapital passgenau zusammengeführt, Kooperationen mit öffentlichen Forschungs- und Entwicklungspartnern optimiert und die Zukunftskompetenz bei strategischen Entscheidungen verbessert. Die Abteilung verfügt über ein wissenschaftlich fundiertes Leistungsangebot mit wirksamen digitalen Werkzeugen. Sie setzt sich aus den Gruppen Innovationsakzeptanz, Crowd Innovation sowie Futures and Innovation zusammen.

## Kooperationen
Das Institut kooperiert unter anderem mit dem Karlsruher Institut für Technologie, der Universität Hannover und der Universität Kassel sowie auf internationaler Ebene mit der Universität Straßburg (Bureau d’Economie Théorique et Appliqué), der ETH Zürich (Centre for Energy Policy and Economics), dem Institute of Policy and Management der Chinesischen Akademie der Wissenschaften (Peking), der Virginia Tech (Blacksburg), der School of Public Policy des Georgia Institute of Technology (Atlanta) und das Manchester Institute of Innovation Research. Zudem ist das Fraunhofer ISI Mitglied in mehreren Programmen, Netzwerken und Beratungsgremien. Auch mit privatwirtschaftlichen Forschungs- und Beratungseinrichtungen in der Innovations- und Technologiepolitik wie der Technopolis Group kooperiert das Institut in vielfältigen Projekten.

## Infrastruktur
Am Fraunhofer ISI sind rund 400 fest angestellte Mitarbeitende beschäftigt, die pro Jahr etwa 400 Forschungsprojekte bearbeiten. 68 Prozent von ihnen sind wissenschaftlich tätig. Nach Institutsangaben lag der Betriebshaushalt im Jahr 2024 bei ca. 40,4 Millionen Euro. Rund 46 Prozent der Aufträge stammen von nationaler staatlicher Seite, weitere 21 Prozent von der Europäischen Union. Etwa 19 Prozent der Auftraggeber kommen aus Industrieunternehmen und Wirtschaftsverbänden.